# Alán K'Antajal
Alán K'Antajal är en ort i Mexiko.   Den ligger i kommunen Chilón och delstaten Chiapas, i den sydöstra delen av landet, 800 km öster om huvudstaden Mexico City. Alán K'Antajal ligger 873 meter över havet och antalet invånare är 157.
Terrängen runt Alán K'Antajal är lite bergig. Runt Alán K'Antajal är det ganska tätbefolkat, med 54 invånare per kvadratkilometer. Närmaste större samhälle är Corostic, 4,9 km väster om Alán K'Antajal. I omgivningarna runt Alán K'Antajal växer i huvudsak städsegrön lövskog.